# Pythagoreischer Becher

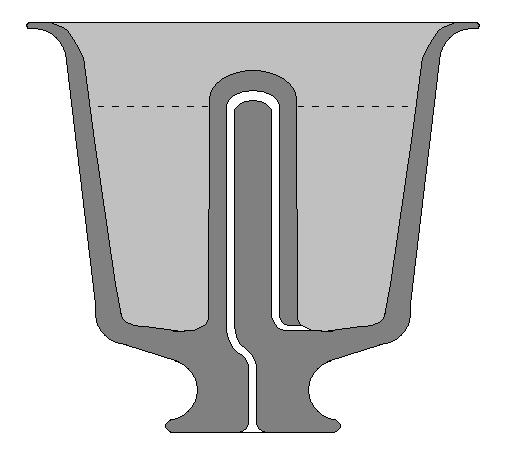
Querschnitt des Bechers der Gerechtigkeit

Funktionsweise im Zyklus

Das Prinzip wird bei der Extraktion nach Soxhlet angewandt, ebenso bei Ebbe-Flut-Anspeisesystemen in der Hydroponik. Weitere Anwendungen siehe Heber (Gerät)

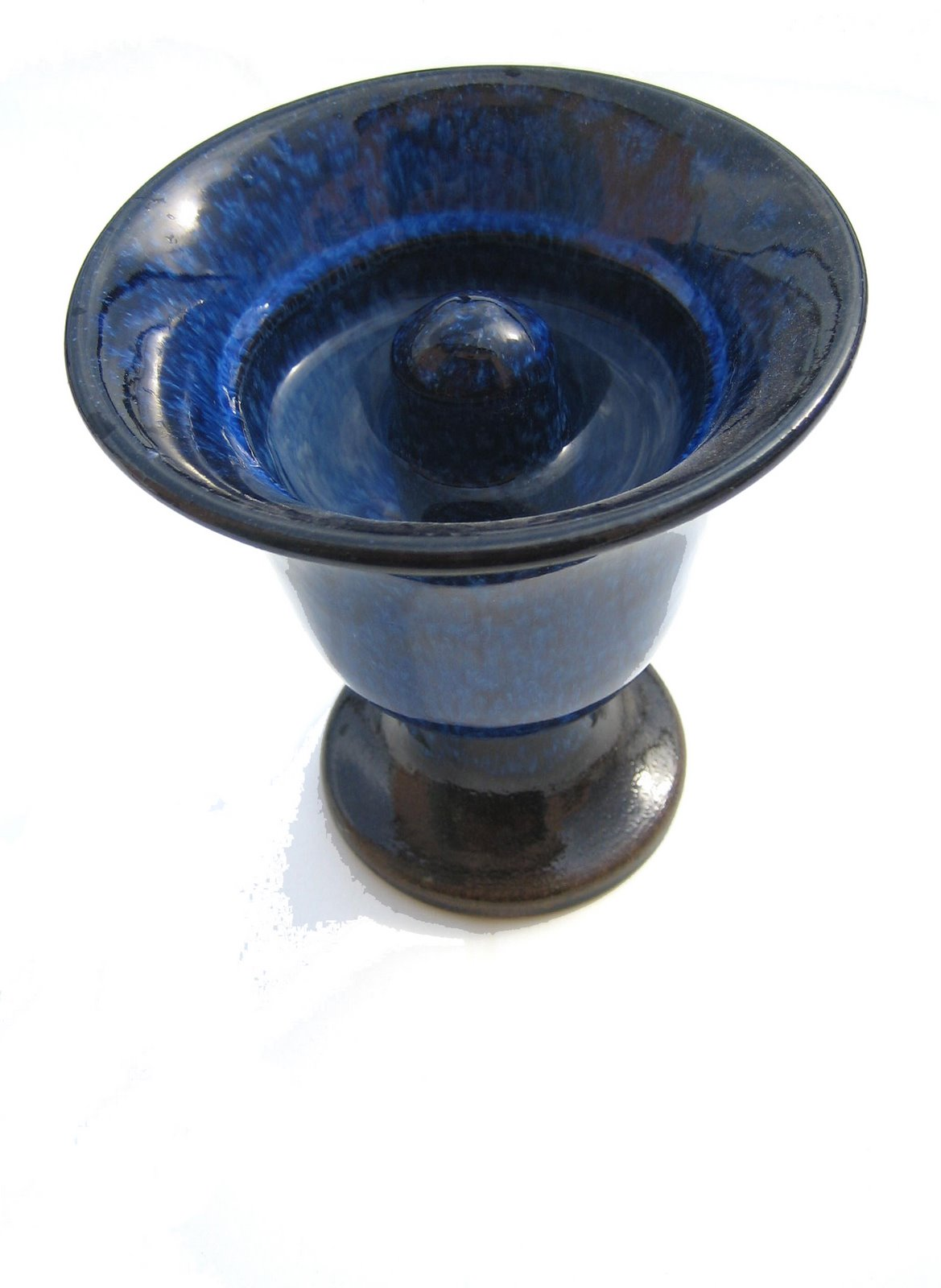
Ein Becher der Gerechtigkeit, wie er auf der Insel Samos verkauft wird

Der Pythagoreische Becher (auch als Becher der Gerechtigkeit bekannt) ist ein Trinkgefäß, welches seinen Benutzer dazu zwingt, nur die übliche Menge einzuschenken. Dank der Pythagoras von Samos zugeschriebenen Konstruktion erlaubt der Becher seinem Benutzer, ihn bis zu einer bestimmten Höhe zu füllen. Wenn der Benutzer den Becher nur bis zu dieser Höhe befüllt, kann er sein Getränk in Ruhe genießen. Schüttet er noch mehr ein, dann läuft der gesamte Inhalt des Bechers unten aus. Mit diesem Becher, heißt es, wollte Pythagoras gierige Menschen Bescheidenheit lehren.

## Form und Funktion
Ein pythagoreischer Becher sieht aus wie ein normales Trinkgefäß, außer dass das Gefäß eine Mittelsäule besitzt. Diese sitzt direkt über dem Schaft und über dem Loch am Fuße des Schaftes. Ein kleines offenes Röhrchen läuft von diesem Loch fast bis in die Spitze der Mittelsäule, wo sich eine offene Kammer befindet. Diese Kammer ist verbunden mit einem zweiten Röhrchen, das zum Boden der Mittelsäule führt, wo eine Öffnung in der Säule den Inhalt des Bechers einlässt.
Wenn der Becher gefüllt wird, steigt die Flüssigkeit durch das zweite Röhrchen hoch bis in die Kammer in der Spitze der Mittelsäule, gemäß Pascals Prinzip der kommunizierenden Röhren. So lange die Flüssigkeit nicht höher als das Niveau dieser Kammer steigt, funktioniert der Becher normal. Sobald man noch mehr eingießt, ergießt sich der gesamte Inhalt des Bechers durch das erste Röhrchen und läuft unten nach dem Saugheberprinzip aus.

## Geschichte
Der Legende nach wurde Pythagoras’ Erfindung bei den Bauarbeiten an der Wasserversorgung der Insel Samos eingesetzt, die er geplant hatte und deren Ausführung er betreute. Er sorgte sich um den großen Weinkonsum der Arbeiter. Auf der Insel Samos wird der Becher als Díkea Koúpa (Δίκαια Κούπα του Πυθαγόρα) bezeichnet und auch als Andenken verkauft.
Heron von Alexandria (60 v. Chr.) beschreibt in seiner  Abhandlung Pneumatika den Becher als Tantalos-Becher, in Anlehnung an die Figur der griechischen Mythologie. Tantalos wurde von den Göttern bestraft und musste ewigen Durst inmitten von greifbar nahem Wasser (und ewigen Hunger) erleiden.
Heutzutage werden Versionen des Bechers in Spielzeuggeschäften als Scherzartikel verkauft.